# Idršek
Idršek este o localitate din comuna Idrija, Slovenia, cu o populație de 46 de locuitori.